# Epactiochernes insularum
Espèce
Epactiochernes insularum est une espèce de pseudoscorpions de la famille des Chernetidae.

## Distribution
Cette espèce est endémique des Antilles. Elle se rencontre à Porto Rico, en Jamaïque et à Cuba.

## Description
Les mâles mesurent de 1,71 à 1,80 mm et la femelle paratype 1,80 mm.

## Publication originale
- Muchmore, 1974 : Pseudoscorpions from Florida. 3. Epactiochernes, a new genus based upon Chelanops tumidus Banks (Chernetidae). Florida Entomologist, vol. 57, no 4, p. 397-407 (texte intégral).